# Манадзуру
Манадзуру (яп. 真鶴町 Манадзуру-мати) — посёлок в Японии, находящийся в уезде Асигарасимо префектуры Канагава. Площадь посёлка составляет 7,02 км², население — 7572 человека (1 августа 2014), плотность населения — 1078,63 чел./км².

## Географическое положение
Посёлок расположен на острове Хонсю в префектуре Канагава региона Канто. С ним граничат город Одавара и посёлок Югавара.

## Население
Население посёлка составляет 7572 человека (1 августа 2014), а плотность — 1078,63 чел./км². Изменение численности населения с 1980 по 2005 годы:
| 1980 | 9968 чел. |  |
| 1985 | 9834 чел. |  |
| 1990 | 9588 чел. |  |
| 1995 | 9606 чел. |  |
| 2000 | 9075 чел. |  |
| 2005 | 8714 чел. |  |

## Символика
Деревом посёлка считается камфорное дерево, цветком — Crinum asiaticum, птицей — синий каменный дрозд.